# Aéroport national El Lencero
L'aéroport national El Lencero est un aéroport civil d'envergure nationale établi à l'est de la capitale de l'État de Veracruz, Xalapa, entre les localités d'El Lencero et de Miradores, sur le territoire de la municipalité d'Emiliano Zapata, au Mexique. Son code IATA est JAL ; son code OACI est MMJA. Il dépend de l'État.
En 2009, l'aéroport a accueilli 10 250 passagers, pour une capacité de 100 000. Les vols commerciaux sont assurés par la compagnie Aeromar.
Ses coordonnées géographiques sont 19° 28' 30.30" N et 096° 47' 51.02" W.